# Franciele Weinheimer
Franciele Weinheimer (Chapecó, ) é uma miss brasileira. Foi a terceira representante de Santa catarina a vencer o concurso de Miss Brasil Globo, em 2006.
Na ocasião estudante de direito e com 19 anos, competiu no concurso nacional realizado em Brasília, DF, onde foi a vencedora.
Foi classificada entre as dez finalistas no Miss Globo Internacional realizado em Saranda, na Albânia, e ainda ganhou o prêmio de melhor traje típico.